# Europejskie Igrzyska Halowe w Lekkoatletyce 1968 – bieg na 50 m mężczyzn
Bieg na 50 metrów mężczyzn – jedna z konkurencji biegowych rozgrywanych podczas lekkoatletycznych europejskich igrzysk halowych w hali Palacio de Deportes w Madrycie. Eliminacje, półfinały i bieg finałowy zostały rozegrane 9 marca 1968. Zwyciężył reprezentant RFN Jobst Hirscht. Tytułu z poprzednich igrzysk nie obronił Pasquale Giannattasio z Włoch, który odpadł w półfinale.

## Rezultaty

### Eliminacje
Rozegrano 3 biegi eliminacyjne, do których przystąpiło 16 biegaczy. Awans do półfinału dawało zajęcie jednego z pierwszych czterech miejsc w swoim biegu (Q).
Opracowano na podstawie materiału źródłowego.
Bieg 1
| Miejsce | Zawodnik                | Czas | Uwagi |
| ------- | ----------------------- | ---- | ----- |
| 1       | Fiodor Pankratow        | 5,80 | Q     |
| 2       | Günter Gollos           | 5,83 | Q     |
| 3       | Pasquale Giannattasio   | 5,87 | Q     |
| 4       | Ivica Karasi            | 5,88 | Q     |
| 5       | Ladislav Kříž           | 5,91 |       |
| 6       | António Fonseca e Silva | 5,96 |       |

Bieg 2
| Miejsce | Zawodnik       | Czas | Uwagi |
| ------- | -------------- | ---- | ----- |
| 1       | Jobst Hirscht  | 5,78 | Q     |
| 2       | Bob Frith      | 5,81 | Q     |
| 3       | Marian Dudziak | 5,90 | Q     |
| 4       | Petr Utěkal    | 5,92 | Q     |
| 5       | Ippolito Giani | 5,94 |       |

Bieg 3
| Miejsce | Zawodnik          | Czas | Uwagi |
| ------- | ----------------- | ---- | ----- |
| 1       | Władisław Sapieja | 5,79 | Q     |
| 2       | Wiesław Maniak    | 5,83 | Q     |
| 3       | Gerhard Wucherer  | 5,84 | Q     |
| 4       | José Luis Sánchez | 5,88 | Q     |
| 5       | Charis Aiwaliotis | 6,07 |       |

### Półfinały
Rozegrano 2 biegi półfinałowe, w których wystartowało 12 biegaczy. Awans do finału dawało zajęcie jednego z trzech pierwszych miejsc w swoim biegu (Q).
Opracowano na podstawie materiału źródłowego.
Bieg 1
| Miejsce | Zawodnik          | Czas | Uwagi |
| ------- | ----------------- | ---- | ----- |
| 1       | Bob Frith         | 5,76 | Q     |
| 2       | Günter Gollos     | 5,78 | Q     |
| 3       | Wiesław Maniak    | 5,79 | Q     |
| 4       | Fiodor Pankratow  | 5,79 |       |
| 5       | José Luis Sánchez | 5,83 |       |
| 6       | Gerhard Wucherer  | 5,90 |       |

Bieg 2
| Miejsce | Zawodnik              | Czas | Uwagi |
| ------- | --------------------- | ---- | ----- |
| 1       | Jobst Hirscht         | 5,70 | Q     |
| 2       | Władisław Sapieja     | 5,80 | Q     |
| 3       | Ivica Karasi          | 5,84 | Q     |
| 4       | Pasquale Giannattasio | 5,84 |       |
| 5       | Marian Dudziak        | 5,86 |       |
| 6       | Petr Utěkal           | 5,91 |       |

### Finał
Opracowano na podstawie materiału źródłowego.
| Miejsce | Zawodnik          | Czas |
| ------- | ----------------- | ---- |
| 1       | Jobst Hirscht     | 5,72 |
| 2       | Bob Frith         | 5,78 |
| 3       | Günter Gollos     | 5,78 |
| 4       | Wiesław Maniak    | 5,79 |
| 5       | Ivica Karasi      | 5,79 |
| 6       | Władisław Sapieja | 5,80 |